# Villa di Tizzano

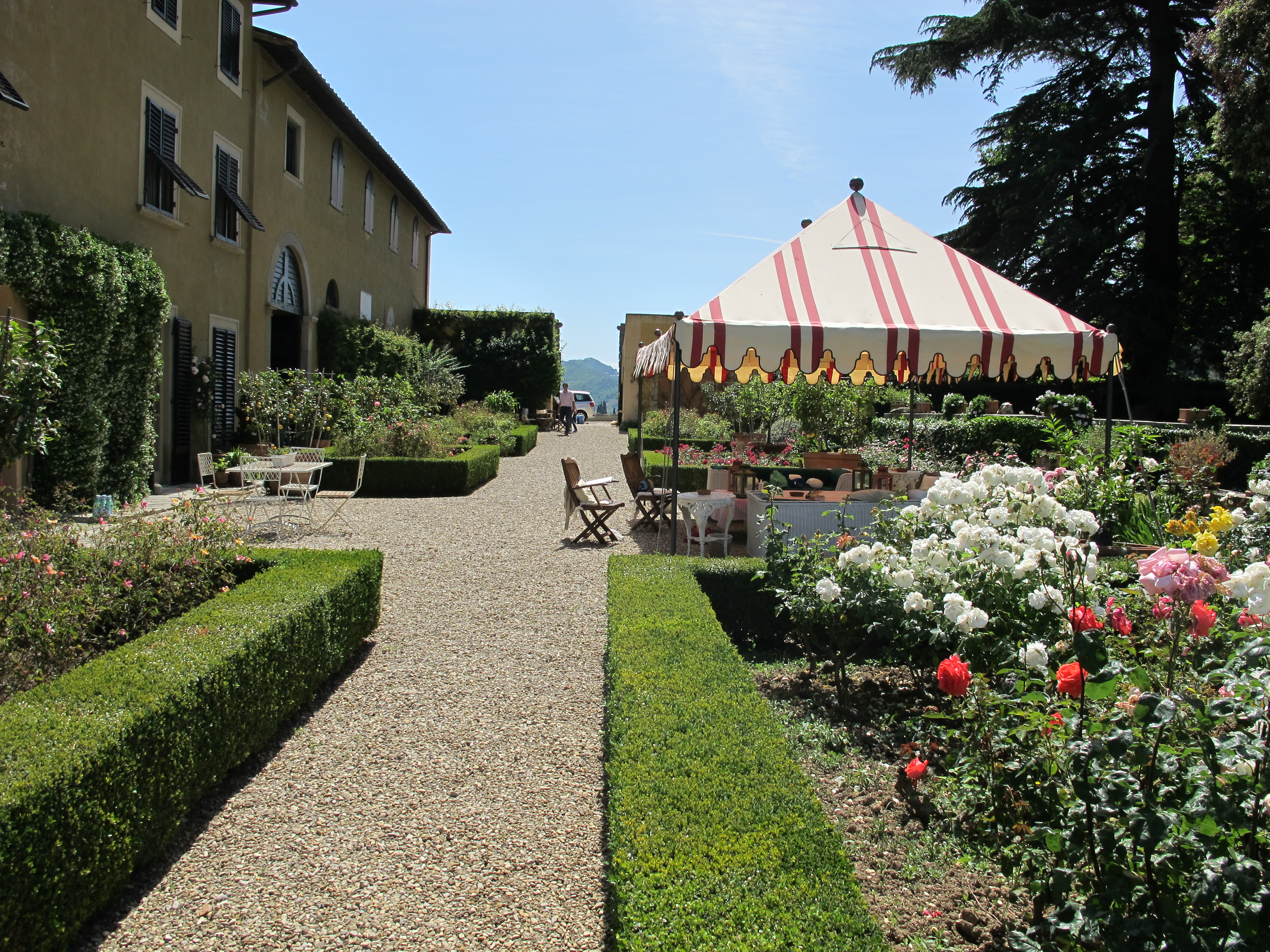
Giardini

La villa di Tizzano è un edificio storico di Bagno a Ripoli (provincia di Firenze), situato in via di Castel Ruggero 75.

## Storia e descrizione
Almeno dal X secolo esisteva qui un borgo fortificato dotato di torre d'avvistamento e comprendente anche l'antica chiesa di Santo Stefano a Tizzano, come conferma una prima menzione in un documento del 985. Appartenne agli Alamanni, passando poi ai Buondelmonti e, per via ereditaria, agli Scolari.
Nel 1433 è ricordata come "casa da Signore" di questa famiglia, passando poi ai Pitti e ai Fabbroni Pelli Bencivenni. A metà del Cinquecento, quando fu ristrutturata nelle forme attuali, fu dei Medici che nel 1585 la donarono allo scultore Giambologna, per passare poi, alla sua morte, al suo allievo e seguace Pietro Tacca, su conferma di Francesco I.
Appartenne anche alla famiglia del Principe di Talleyrand-Périgord, i cui discendenti lo tennero fino alla metà dell'Ottocento, e in seguito ai conti Pandolfini, che lo abitano tuttora e che ne hanno curato un completo restauro, sia degli ambienti che dei giardini, ristrutturati negli anni trenta del Novecento da Cecil Pinsent.
La villa è oggi organizzata attorno a una piccola corte quadrata su cui si affaccia la torre. Gli ambienti principali si svolgono al piano nobile, dove è presente, tra l'altro, un grande salone dotato di camino rinascimentale. Nei sotterranei si trovano le cantine sorrette da poderose volte; affacciate sul lato occidentale, in maggior declivio, vi si nota su questa sponda l'originale scarpatura facente parte dell'antica fortificazione.